# Przełęcz pod Koziarzem
Przełęcz pod Koziarzem (906 m) – przełęcz między Jaworzynką (936 m) a Błyszczem (946 m) w Beskidzie Sądeckim. Znajduje się w grzbiecie głównym Pasma Radziejowej, w odległości około 700 m na południowy zachód od Koziarza z wieżą widokową.
Przełęcz znajduje się na skraju lasu i pól uprawnych, przy transformatorze. Krzyżują się na niej dwa szlaki turystyczne; żółty biegnący grzbietem głównym i zielony z Tylmanowej. Nazwę przełęczy podaje tabliczka turystyczna. Nazwa ta jest błędna; skrzyżowanie szlaków i przełęcz nie znajduje się bowiem pod Koziarzem, lecz między szczytami Jaworzynki i Błyszcza.
Przez przełęcz pod Koziarzem biegnie granica między wsią Tylmanowa w powiecie nowotarskim (porośnięty lasem stok zachodni) a wsią Obidza w powiecie nowosądeckim (bezleśny stok wschodni).

## Piesze szlaki turystyczne
Tylmanowa – Przełęcz pod Koziarzem. Czas przejścia 1:30 h, ↓ 1:15 h
 Łącko – przeprawa promowa – Cebulówka – Okrąglica Północna – Koziarz – Przełęcz pod Koziarzem – Błyszcz – przełęcz Złotne – Dzwonkówka. Czas przejścia 4:45 h, ↓ 3:45 h

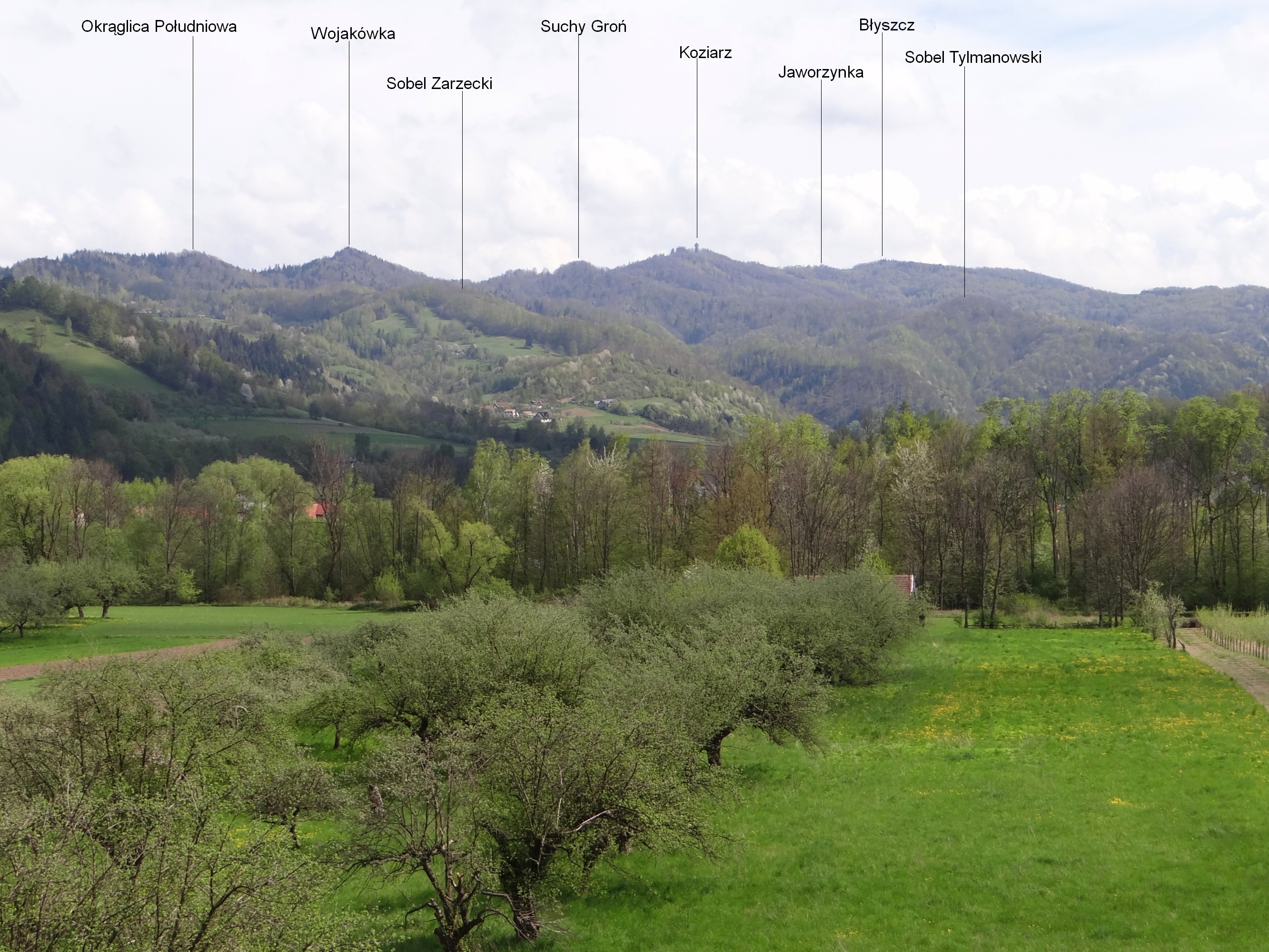
Przełęcz pod Koziarzem jest po prawej stronie Jaworzynki